# Barockschloss Neschwitz

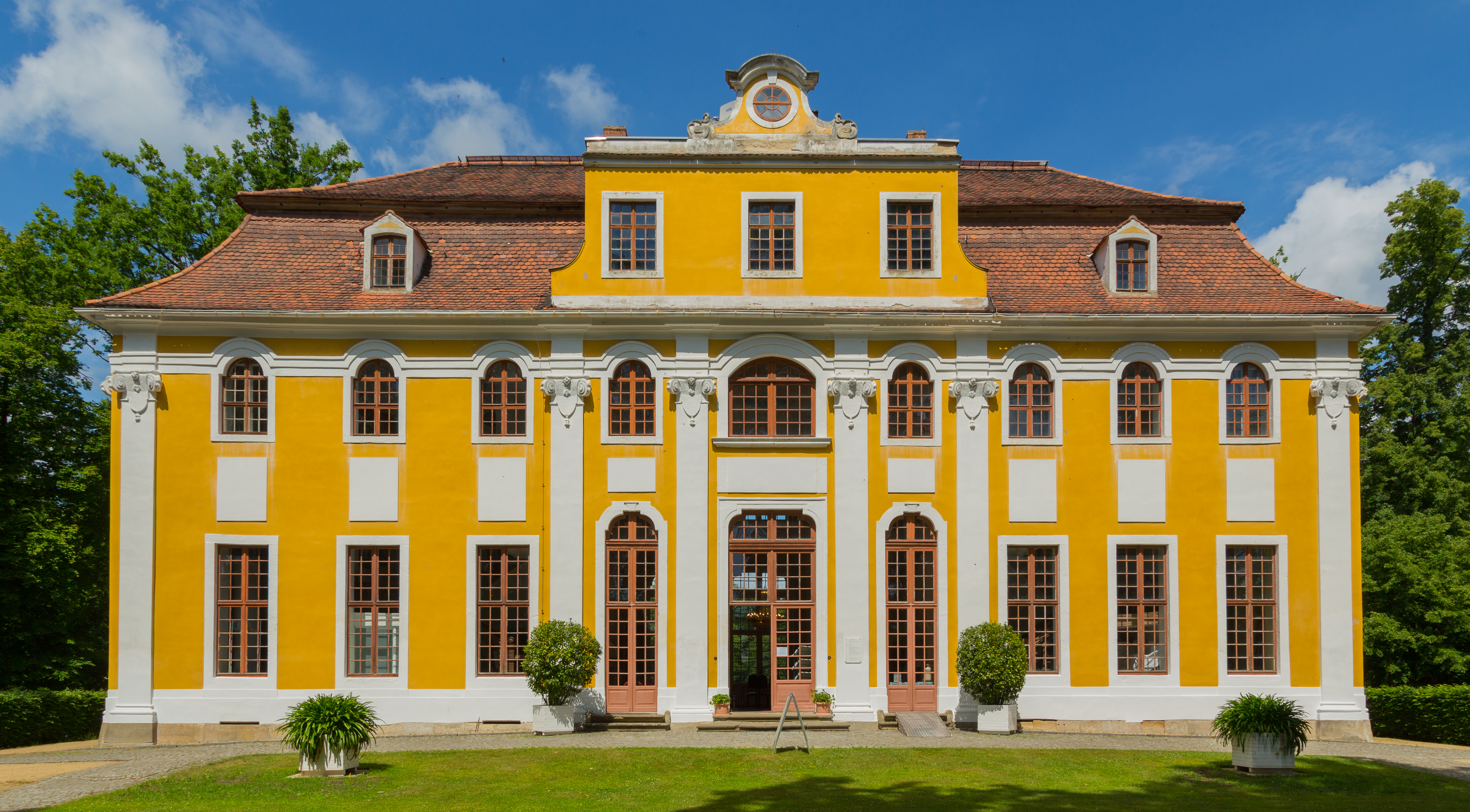
Blick auf das Schloss von Südosten

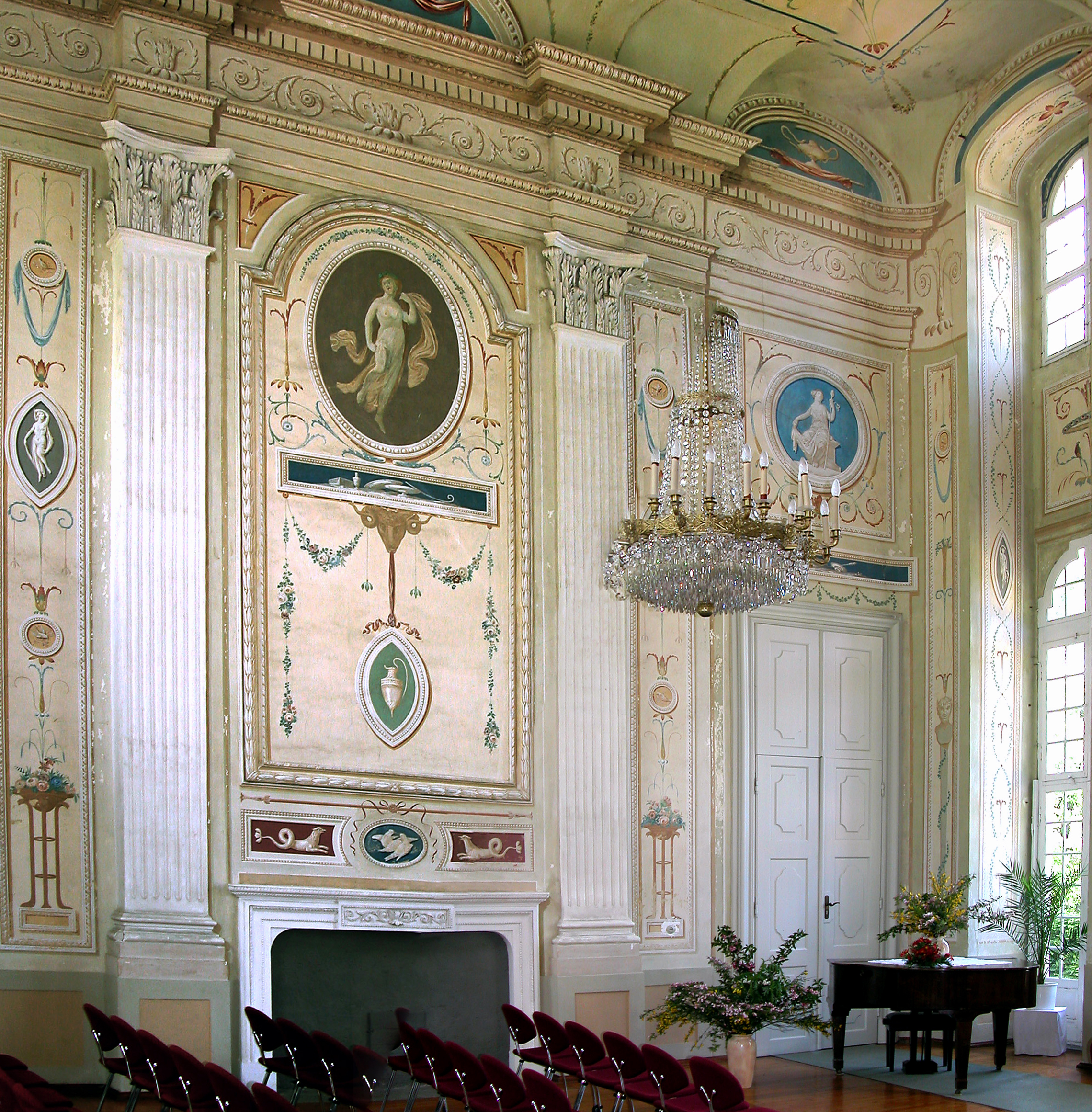
Saal im Erdgeschoss

Das Barockschloss Neschwitz steht im gleichnamigen Ort Neschwitz, etwa 15 km nordwestlich von Bautzen in Sachsen und zählt mit dem dazugehörigen Schlosspark zu den kulturhistorisch bedeutsamen Schlossanlagen der Lausitz.

## Geschichte
Die Geschichte von Schloss Neschwitz lässt sich bis ins Mittelalter zurückverfolgen und ist stets eng verbunden mit den jeweiligen Besitzverhältnissen des ehemaligen Rittergutes als landwirtschaftliche Einheit.

### Von den Anfängen bis 1721

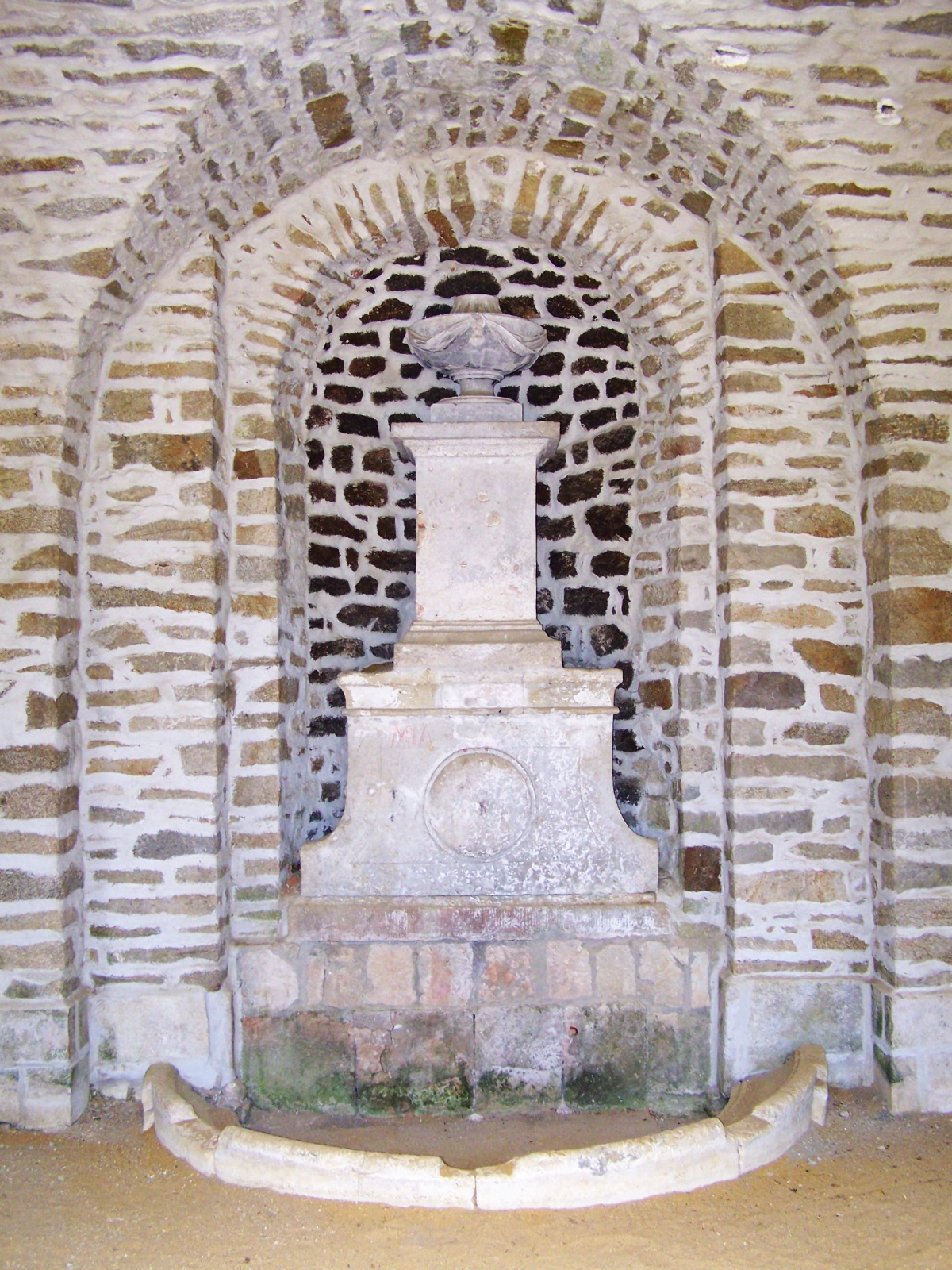
Teil des Gewölbes der alten Wasserburg

Als der askanische Markgraf Otto IV. von Brandenburg im Jahre 1268 die Oberlausitz in die Landvogteien Bautzen und Görlitz aufteilte, tauchte in der Teilungsurkunde auch ein Ort namens „Nyzwaz“ auf, heute Neschwitz im Landkreis Bautzen in Sachsen. Zum Zeitpunkt dieser Teilung hat hier bereits eine am Hoyerswerdaer Schwarzwasser gelegene Wasserburg gestanden.
Lehnsleute von Neschwitz waren zu dieser Zeit die Ritter von Schreibersdorf, eine ursprünglich aus dem niederschlesischen Jauer stammende Adelsfamilie. Der für 1454 überlieferte Umbau der alten Wasserburg zu einem Renaissanceschloss kann auf diese Familie zurückgeführt werden, denn bereits 1286 taucht ein Lucas von Schreibersdorf in einem Gerichtsprotokoll auf, Balthasar von Schreibersdorf war 1474 Amtshauptmann von Bautzen und 1492 waren die Brüder Hans, Caspar und Dietrich von Schreibersdorf die Herren auf Neschwitz. Die Schreibersdorfs begannen 1543 hier auch mit der Teichwirtschaft, später wurde Neschwitz eines der Zentren der Karpfenproduktion in der Oberlausitz.
Zu Beginn des 16. Jahrhunderts geriet der landbesitzende Adel in eine anhaltende wirtschaftliche Krise und die großen Herrschaften wurden zu Rittergütern mit einfachem Mannlehn, das heißt, sie konnten nur an einen direkten, männlichen und mündigen Nachkommen vererbt werden. Als der böhmisch-ungarische König Ferdinand I. nach dem sogenannten Oberlausitzer Pönfall von 1547 seine Versprechungen zur Stärkung der Lehnsrechte der Landstände nicht einlöste, wechselten die Besitzverhältnisse auf Neschwitz nun öfter.
Bis 1572 blieb das Gut, bis auf wenige Unterbrechungen noch in den Händen der Schreibersdorfer, dann verkaufte es Dietrich von Schreibersdorf an den kaiserlichen Rat Hans Haubold von Schleinitz, dessen Familie in der Lausitz weit verbreitet war. Hans Haubold war ab 1572 Landvogt der Oberlausitz, bis er infolge einer Intrige 1594 von Kaiser Rudolph II. abgesetzt wurde und am 1. Januar 1595 auf Schloss Neschwitz in tiefster Verbitterung verstarb.
Nach dem Tode des Landvogtes ging Neschwitz an Friedrich von Pannewitz, dieser verkaufte das Gut dann 1600 an Hans von Ponickau den Jüngeren, der 1562 Amtshauptmann in Bautzen war und dem auch die Güter in Prietitz, Elstra, Königswartha und Debra gehörten. Sein Nachfolger war Georg Rudolph von Ponickau, der 1604 dem Pfarrlehn von Neschwitz per Schenkung die Stelle eines Hüfners überließ und 1608 eine neue Schulordnung einführte. Weiterhin legte er 1615 fest, dass der jeweilige Besitzer einer bestimmten Wiese in der Neschwitzer Flur pro Jahr 18 Groschen an die Schule zu zahlen hatte. Die Bemühungen des Georg Rudolph von Ponikau, Neschwitz zu einem Markflecken zu erheben, scheiterten an der Genehmigung des sächsischen Kurfürsten Johann Georg I.
Nach der Familie Ponickau erwarb die Familie von Theler das Gut. 1674 gehörte Neschwitz der Anna von Theler, die ein Vermächtnis zugunsten des Pfarrherrn, der Armen und der Schule in ihr Testament aufnahm. Danach wurde ihr Sohn George Bernhard von Theler Schlossherr. Der letzte der Thelers, Conrad Heinrich, verkaufte das Anwesen an Schack von Rumohr. Rumohr besaß das Anwesen bis 1721.

### Die Ära von Württemberg bis Simonis
Mit der Übernahme des Besitzes durch den Prinzen Friedrich Ludwig von Württemberg-Winnental im Jahre 1721 kam es zu einer vollständigen Veränderung des Schlossgeländes.

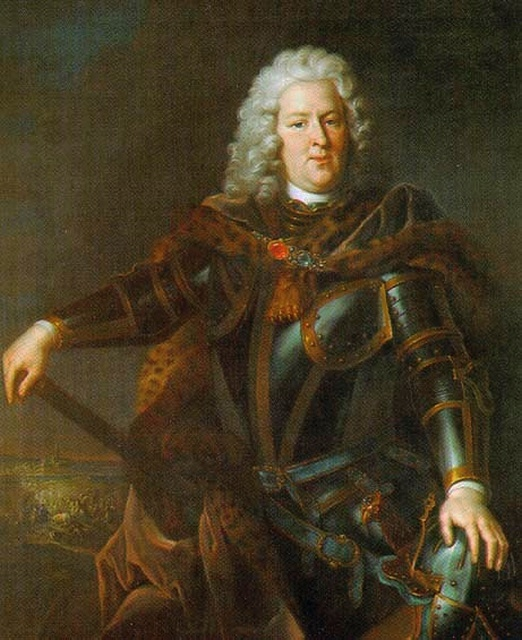
Prinz Friedrich Ludwig von Württemberg-Winnental

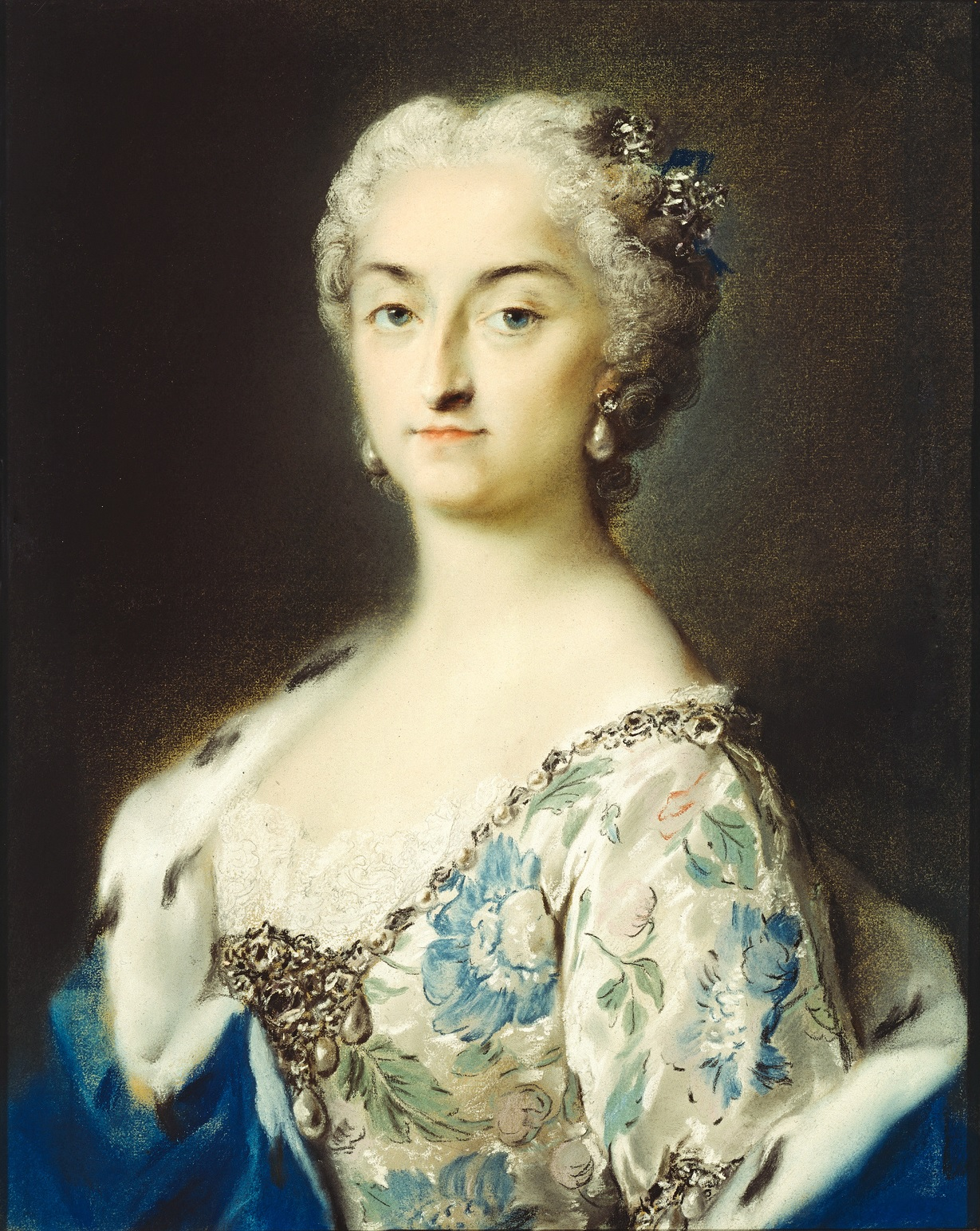
Ursula Katharina von Altenbockum

Der Prinz, der bereits seit 1703 in militärischen Diensten König August II. stand, hatte am Dresdner Hofe die Ursula Katharina von Altenbockum, Reichsfürstin von Teschen und geschiedene Fürstin Lubomirska, die im gleichen Jahr die Mätresse des Königs wurde, kennen gelernt. Jetzt, fast zwanzig Jahre später, – August II. hatte längst andere Frauen in seine Gunst genommen und der Prinz hatte sich für ihn in zahlreichen Schlachten geschlagen – fand der König offenbar Wohlgefallen an einer festen Verbindung zwischen Ursula Katharina und Friedrich Ludwig. Letzterer zeigte jedenfalls höchstes Interesse an der noch immer attraktiven Frau, und so benötigte er ein „angemessenes“ Brautgeschenk. Also erwarb er die Neschwitzer Immobilie und beauftragte den damaligen Dresdner Oberlandbaumeister Johann Friedrich Karcher, diese vollkommen umzubauen.

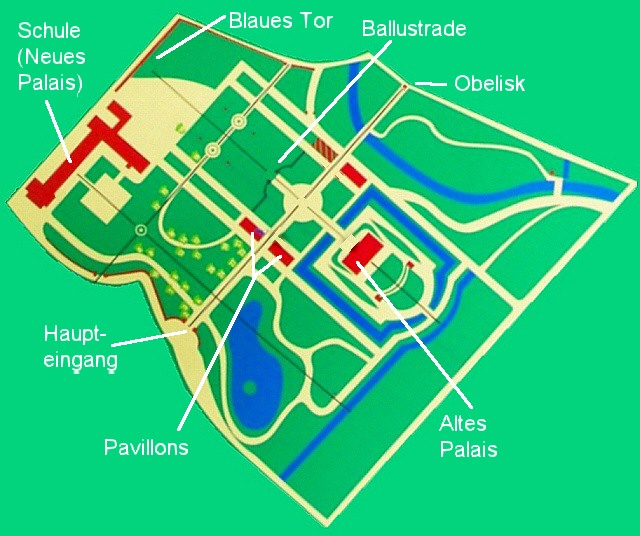
Schematische Darstellung der Schlossanlage

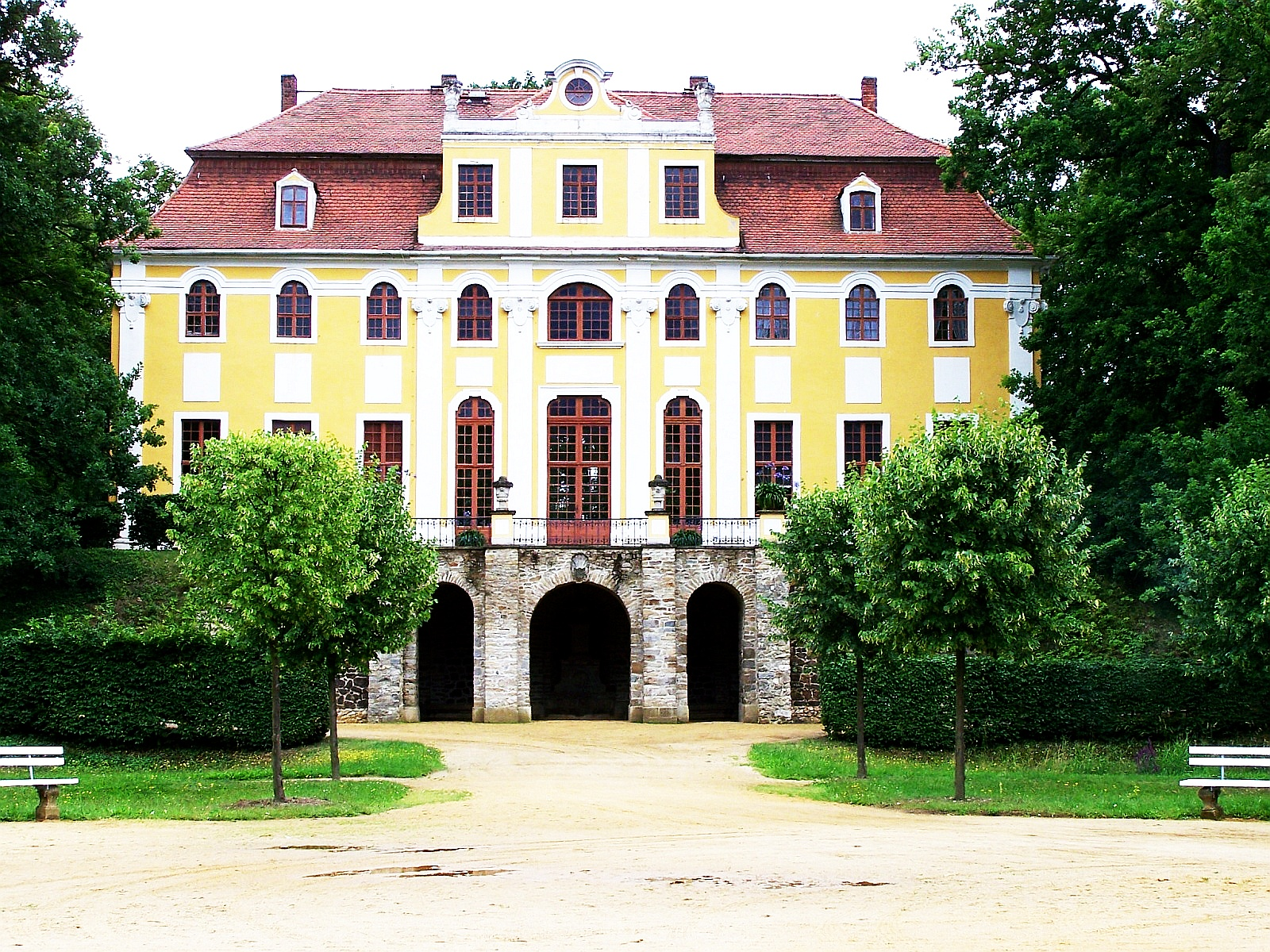
Vorderansicht des Barockschlosses

Karcher strukturierte das fünfeinhalb Hektar große Gelände streng geometrisch zu einem Park im französischen Stil.
Das alte Schloss wurde bis auf die alten, heute noch zu sehenden Kellergewölbe des ehemaligen Wasserschlosses abgerissen und darauf ein 5 Meter hoher Hügel aufgeschichtet. Auf diesen Hügel ließ Karcher ein barockes, durch Pilaster gegliedertes, zweistöckiges Gebäude mit Mansarddach bauen, umgeben von einer zweiseitigen Terrasse. Zum Mittelpunkt des Hauses wurde eine große, durch beide Etagen gehende Haupthalle. Die Aufträge für die Vasen und Plastiken aus Sandstein, wie zum Beispiel die Skulpturen von Adonis und Venus an den Seitenwänden des Schlosses, gingen an Johann Benjamin Thomae, einen Schüler Permosers.

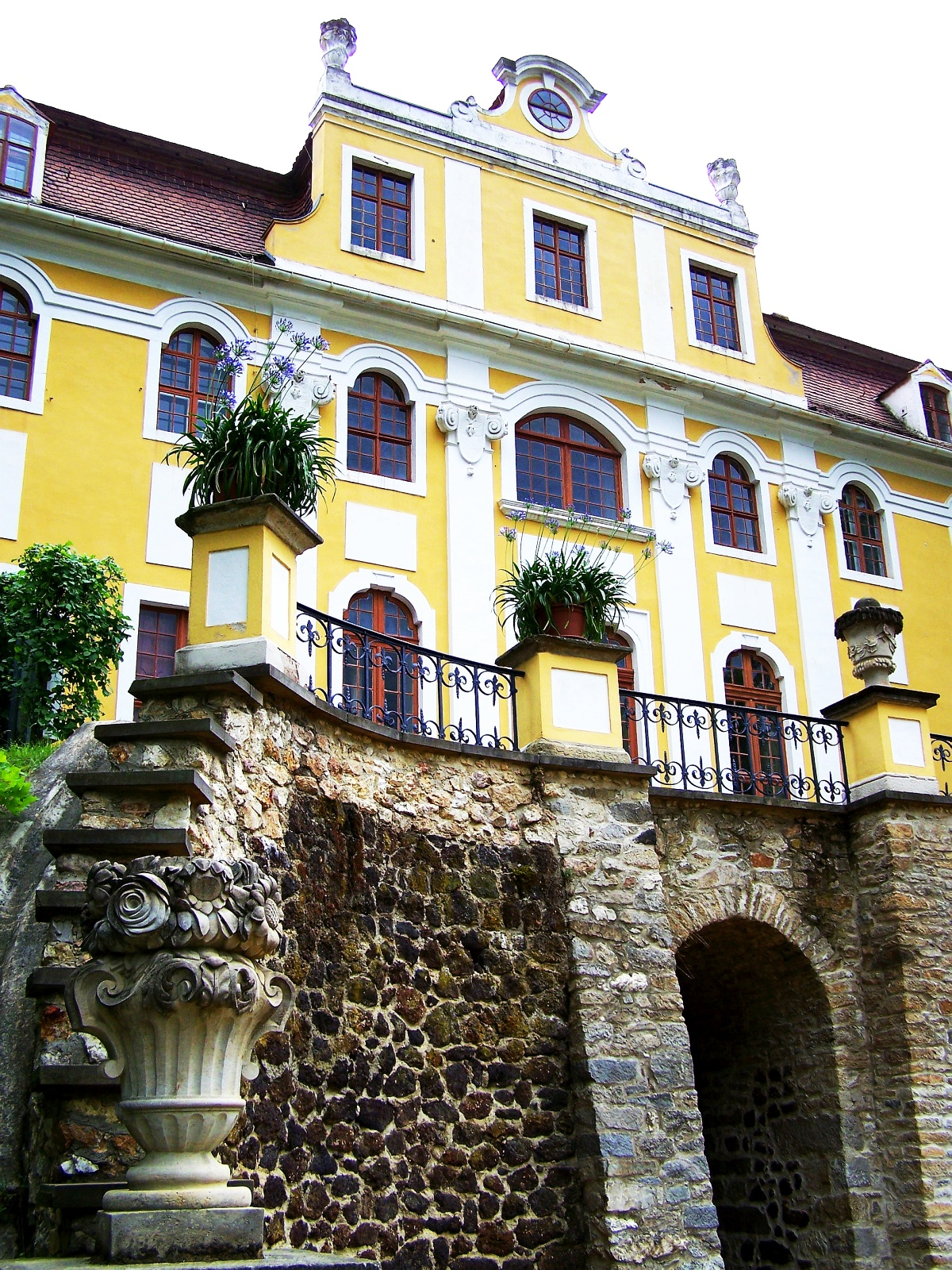
Sandsteinverzierungen an der Schlossfassade

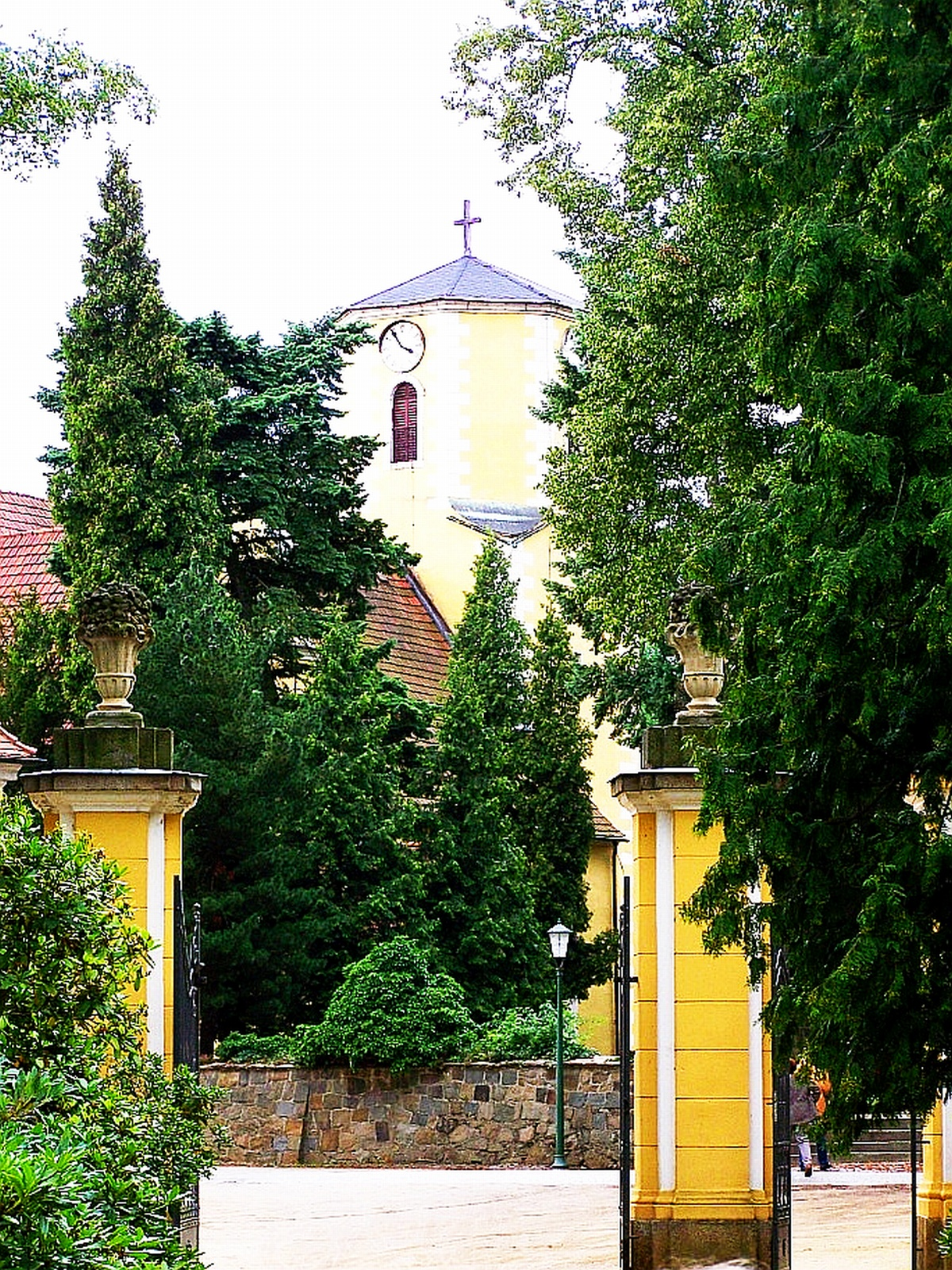
Südwest-Ende der Querachse mit Sicht auf die Neschwitzer Kirche

Die Längsachse des Schlosses verläuft in einem 45°-Winkel zur Nord-Süd-Richtung von Südwest nach Nordost. Dazu im rechten Winkel wurde die Hauptachse des Schlossparks angelegt, und zwar vom Schloss aus in Richtung Nordwest. Die Ausdehnung der Hauptachse erstreckt sich vom Schloss bis zum sogenannten Blauen Tor, ein Schmuckstück des Schmiedehandwerks. Senkrecht zur Hauptachse, annähernd im Goldenen Schnitt der Entfernung Schloss-Blaues Tor legte Karcher eine Querachse an, die im Südwesten genau auf die Neschwitzer Kirche zeigt und am Parkeingang mit zwei Torhäuschen besetzt ist. In der Gegenrichtung war die Sicht frei bzw. führte zum Forst. Am Schnittpunkt von Haupt- und Querachse wurde ein Rondell von rund 35 Metern angelegt. Beide Hauptachsen als Symmetrieachsen nutzend, entstanden 4 kleine Zweckbauten, und zwar ein Herrenpavillon, ein Bade- und Küchenpavillon, eine Bibliothek sowie ein Theaterpavillon.

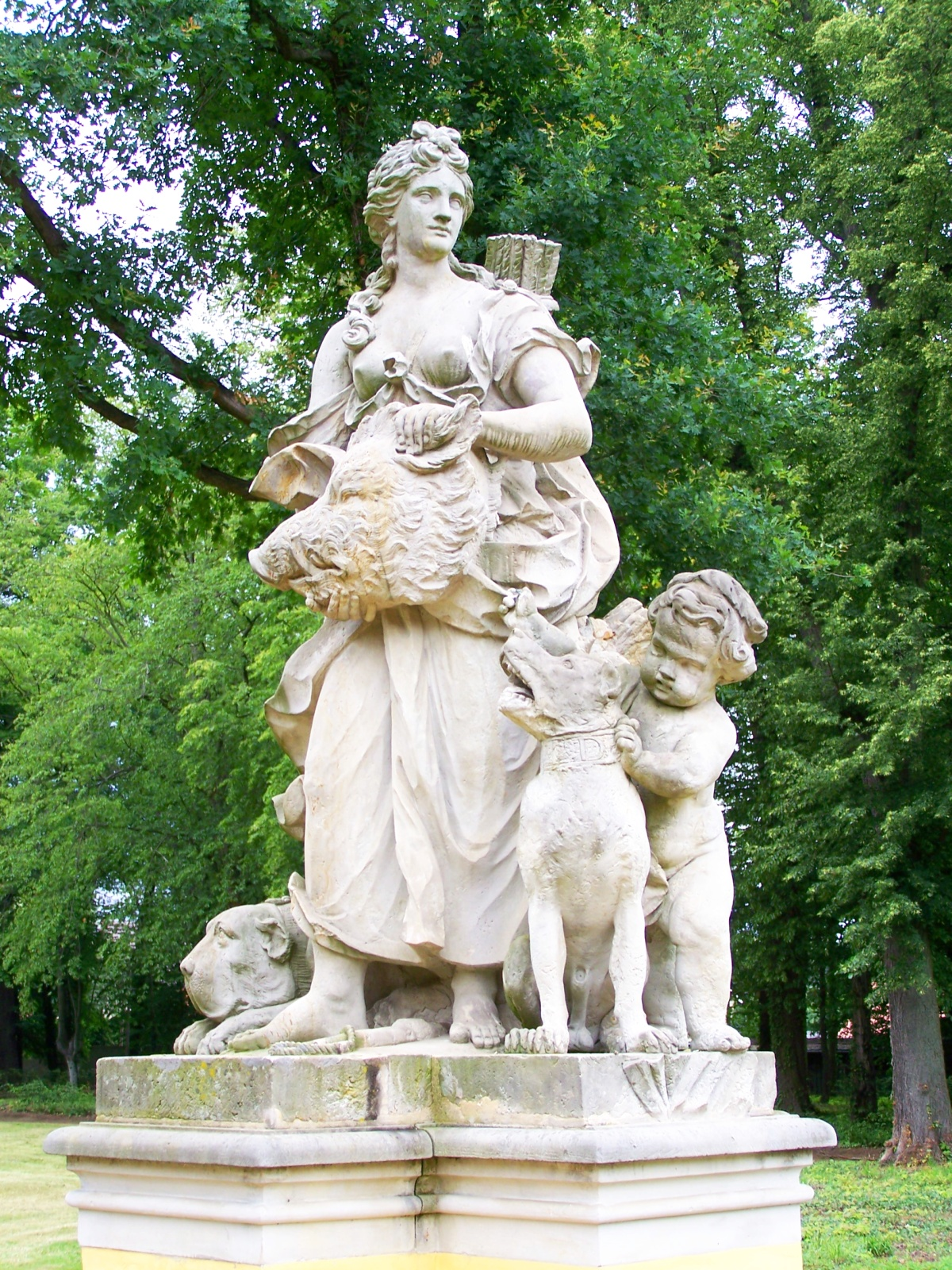
Atalante

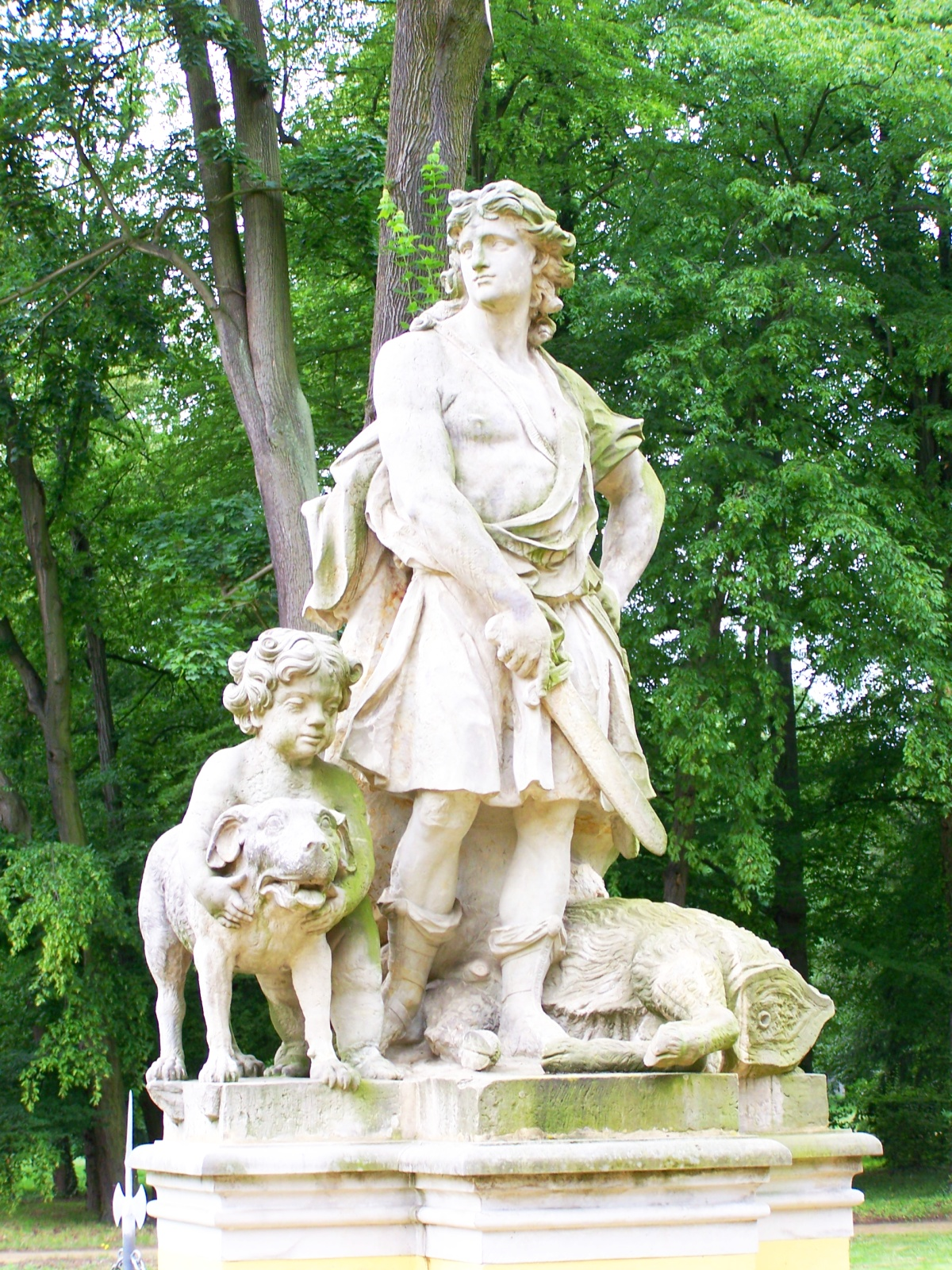
Meleagros

In der Flucht der beiden dem Schloss abgewandten Pavillons wurde noch eine parallel zur Querachse verlaufende Balustrade eingefügt, die zur Hauptachse hin dem Kreisbogen des zentralen Rondells folgt und sich dort zum Blauen Tor hin öffnet. Der Durchgang ist geziert durch zwei überlebensgroße Statuen von Atalante und Meleagros, die ebenfalls von Johann Benjamin Thomae geschaffen wurden.
Weiterhin entstand ein neuer Wirtschaftshof und – schließlich gehörten zu einem rauschenden Fest, wofür die ganze Anlage ja von vornherein gedacht war, auch Bier und Spirituosen – ein Brauhaus mit Brennerei. Ein Marstall für 40 Pferde und ein Tiergarten mit Jagdhaus komplettierten das Ganze.
Da es in Neschwitz schon seit Jahrhunderten Erfahrungen in der Teichwirtschaft und im Wasserbau gab, war es naheliegend, dass bei der Gestaltung des Parkes auch die Wasserkunst eine Rolle spielte. So wurde der Schlosshügel mit einem Wassergraben eingerahmt und innerhalb des Parkes südwestlich neben dem Schloss ein Teich angelegt.
Im Jahr 1723 war das Bauvorhaben beendet und Prinz Friedrich Ludwig konnte mit seiner frisch vermählten Frau in das Schloss einziehen. Sie nutzten es als Sommer- und Jagdresidenz. Allerdings währte die Freude an dem Besitz nicht sehr lange. 1731 erhielt der Prinz, inzwischen zum sächsisch-polnischen Reitergeneral und kaiserlichen Generalfeldzeugmeister befördert, von Kaiser Karl VI. den Oberbefehl über dessen Truppen in Italien. Als es nach dem Tode von König August II. 1733 zu kriegerischen Auseinandersetzungen um die polnische Thronfolge mit Frankreich kam, fiel Friedrich Ludwig am 19. September 1734 in der Schlacht bei Guastalla.
Die Reichsfürstin, nunmehr lt. Ehevereinbarung eine „von Württemberg“ (die Winnentaler Linie war inzwischen wieder zum Erliegen gekommen), lebte bis zu ihrem Tod im Jahre 1743 sehr zurückgezogen in Dresden und hatte die meisten ihrer Ländereien an die sächsisch-kurfürstliche Kammer verkauft. Die Neschwitzer Besitzungen allerdings veräußerte sie 1737 an Alexander Joseph Graf Sulkowski, den Außenminister von König August III. 1757 verkaufte dieser das Schloss an Johann Heinrich Simonis, den Sohn des Geheimen Russischen Kriegsrates Johann Heinrich Simonis, der 1735 den Wiener Präliminarfrieden zwischen Polen, Russland und Sachsen mit verhandelt hatte.

### Die Zeit der Familie von Riesch
Im Jahre 1763 begann ein neuer Abschnitt in der Geschichte dieses Anwesens.
Der Siebenjährige Krieg hatte auch in Neschwitz katastrophale Folgen hinterlassen. Wiederholte, in der Nähe des Ortes eingerichtete Heerlager von österreichischen und preußischen Truppen brachten Beschlagnahmungen, Brandschatzungen und Misshandlungen der Einwohner mit sich, sodass sich Gut und Schloss, insbesondere aber die Bevölkerung von Neschwitz, am Rand des Ruins befanden. In dieser Situation erwies es sich als Glücksfall, dass Wolfgang Freiherr von Riesch 1763 Gut Neschwitz kaufte und das Schlossgelände zu seinem Sommersitz erkor.

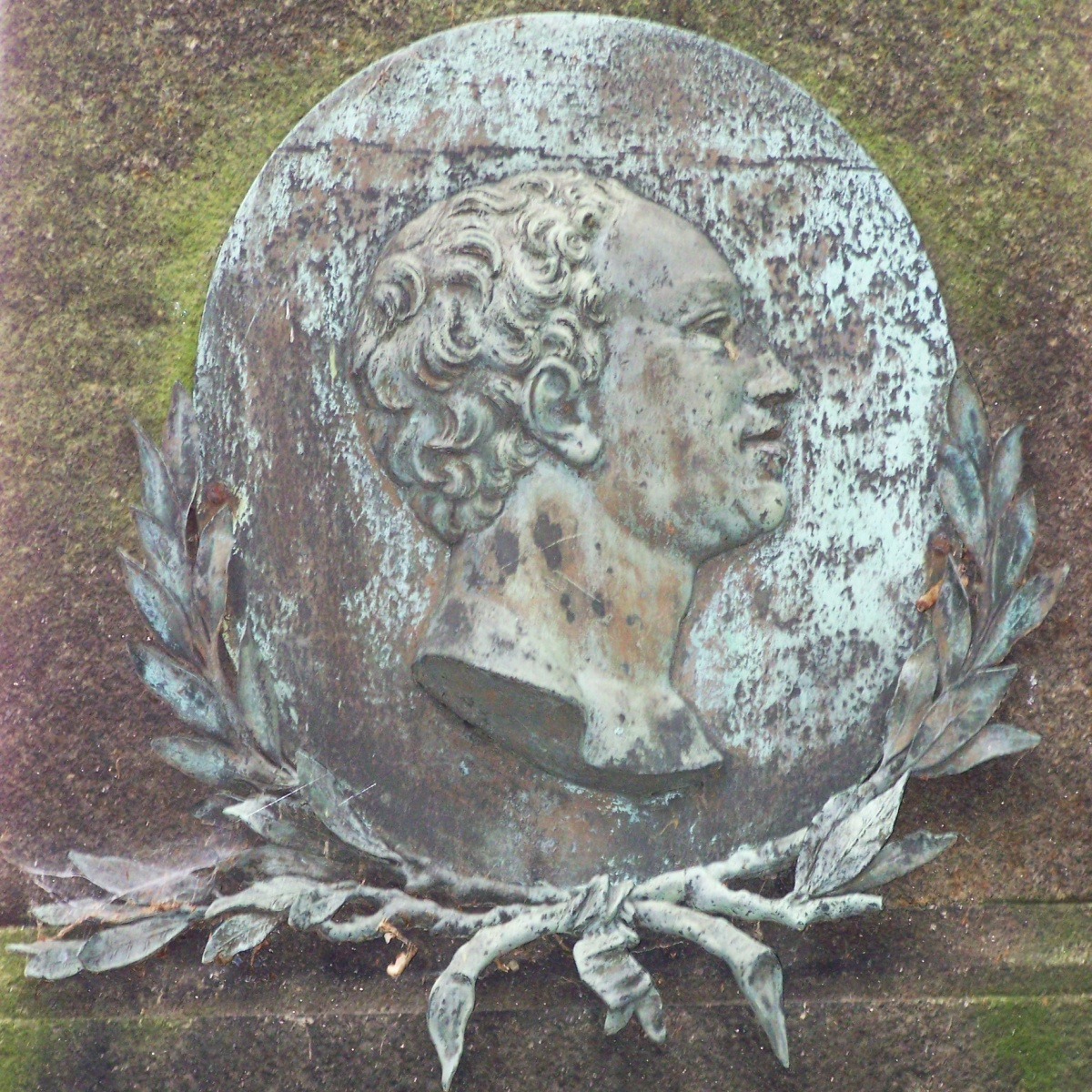
Wolfgang Freiherr von Riesch

Die Rieschs stammten ursprünglich aus dem Kanton Zürich und waren eine in Sachsen sehr angesehene und begüterte Familie. Wolfgang von Riesch war kurfürstlich-sächsischer Geheimer Rat und hoch geehrt mit dem schwedischen Nordstern-Orden. Außerdem hatte er auch in Wien Karriere gemacht und war dort Hofbankier und Kaiserlicher Rat. Er nutzte seinen Reichtum sowohl für die Verschönerung und Erweiterung der Schlossanlage als auch für wohltätige Zwecke, vorerst aber gab er den Einwohnern von Neschwitz Lohn und Brot. Der Park wurde um einen im englischen Stil gestalteten Teil erweitert, der zwischen der Balustrade und dem Blauen Tor angeordnet wurde. Hier entstanden drei in einer Achse liegende Springbrunnen und ein Jagdpavillon.
1766 entschied der Freiherr, sich hier mit seiner Familie endgültig anzusiedeln und beauftragte den sächsischen Hofbaumeister Friedrich August Krubsacius, der mit dem Bau des Dresdner Landhauses bekannt geworden war, jenseits des Blauen Tores ein neues großes Schloss zu erbauen. Der Bau des Neuen Palais dauerte bis 1775.

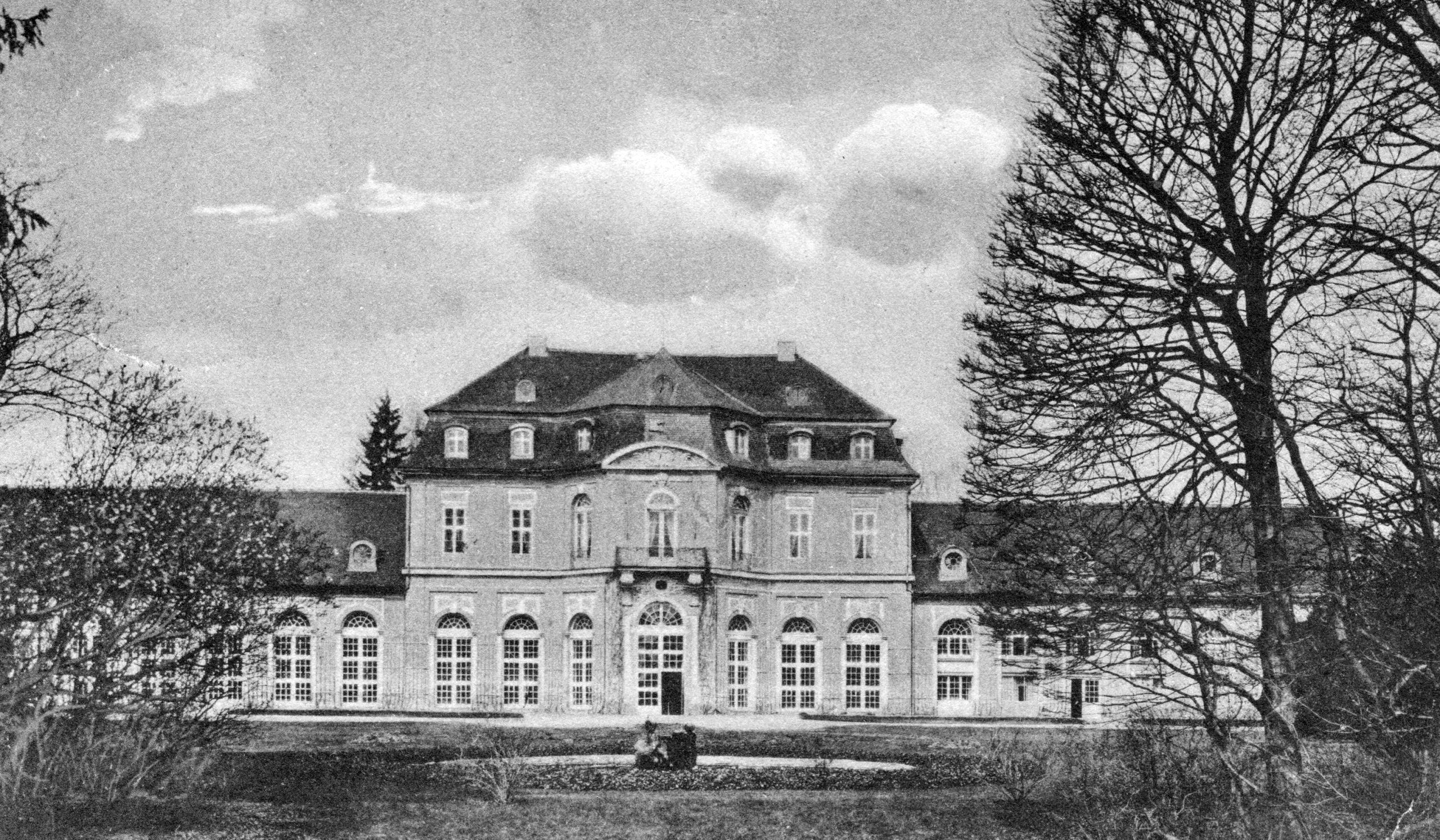
Neschwitz Neues Palais, von Architekt Friedrich August Krubsacius

Der Freiherr hatte mehrere Söhne. Der Älteste, der 1749 geborene Isaak Wolfgang Freiherr von Riesch, war in Dresden kurfürstlich-sächsischer Geheimrat und königlich polnischer Kammerherr und unter anderem auch bekannt durch die finanzielle Förderung des böhmischen Komponisten Johann Baptist Vanhal. Isaak übernahm 1776 die Leitung des Hauses und ließ 1788 zum Andenken an seinen Vater am dem Parkeingang gegenüberliegenden Ende der Querachse des Parkes einen noch heute vorhandenen Obelisken mit einem Relief-Portrait und einer Gedenktafel aufstellen.

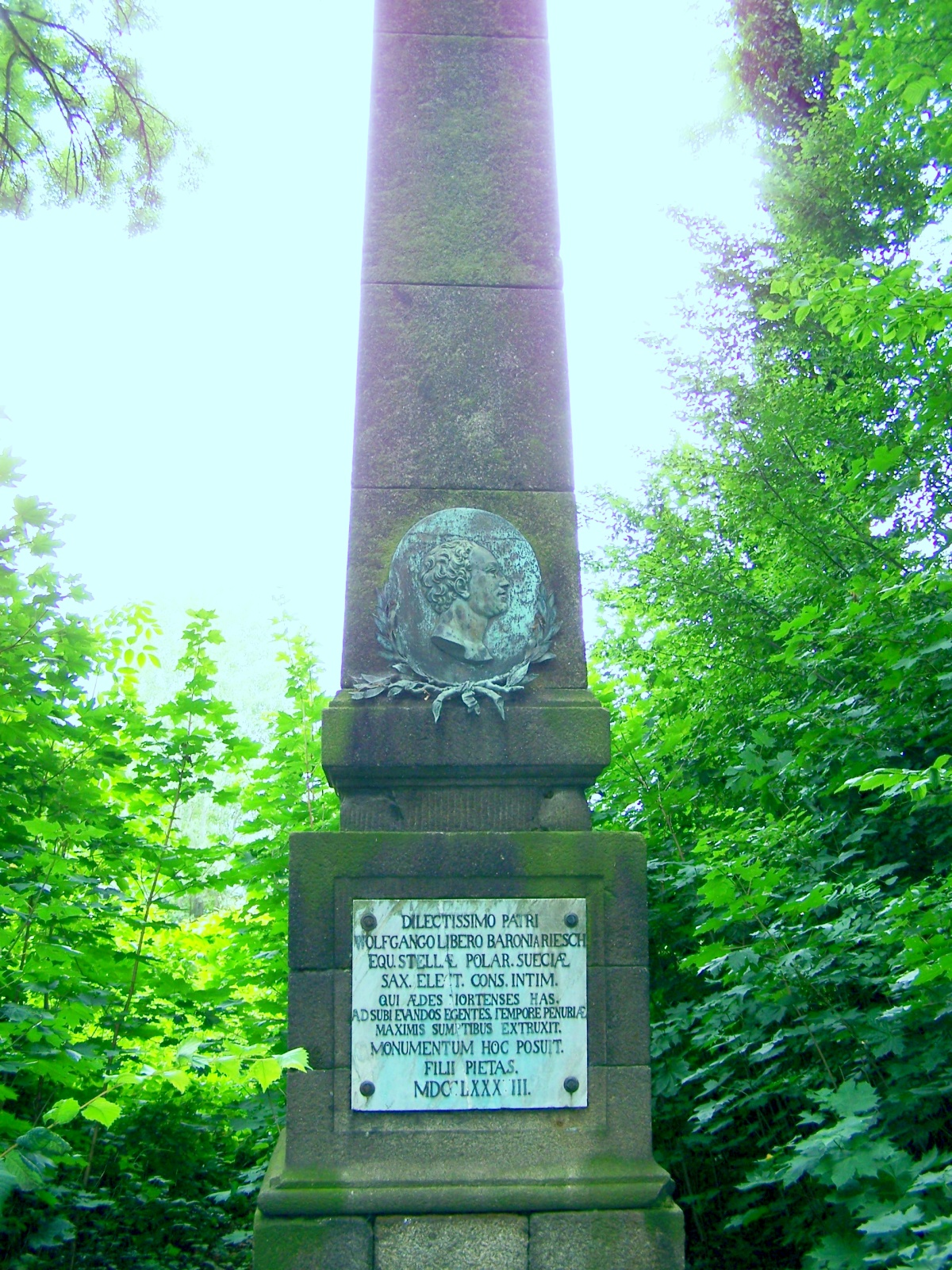
Obelisk

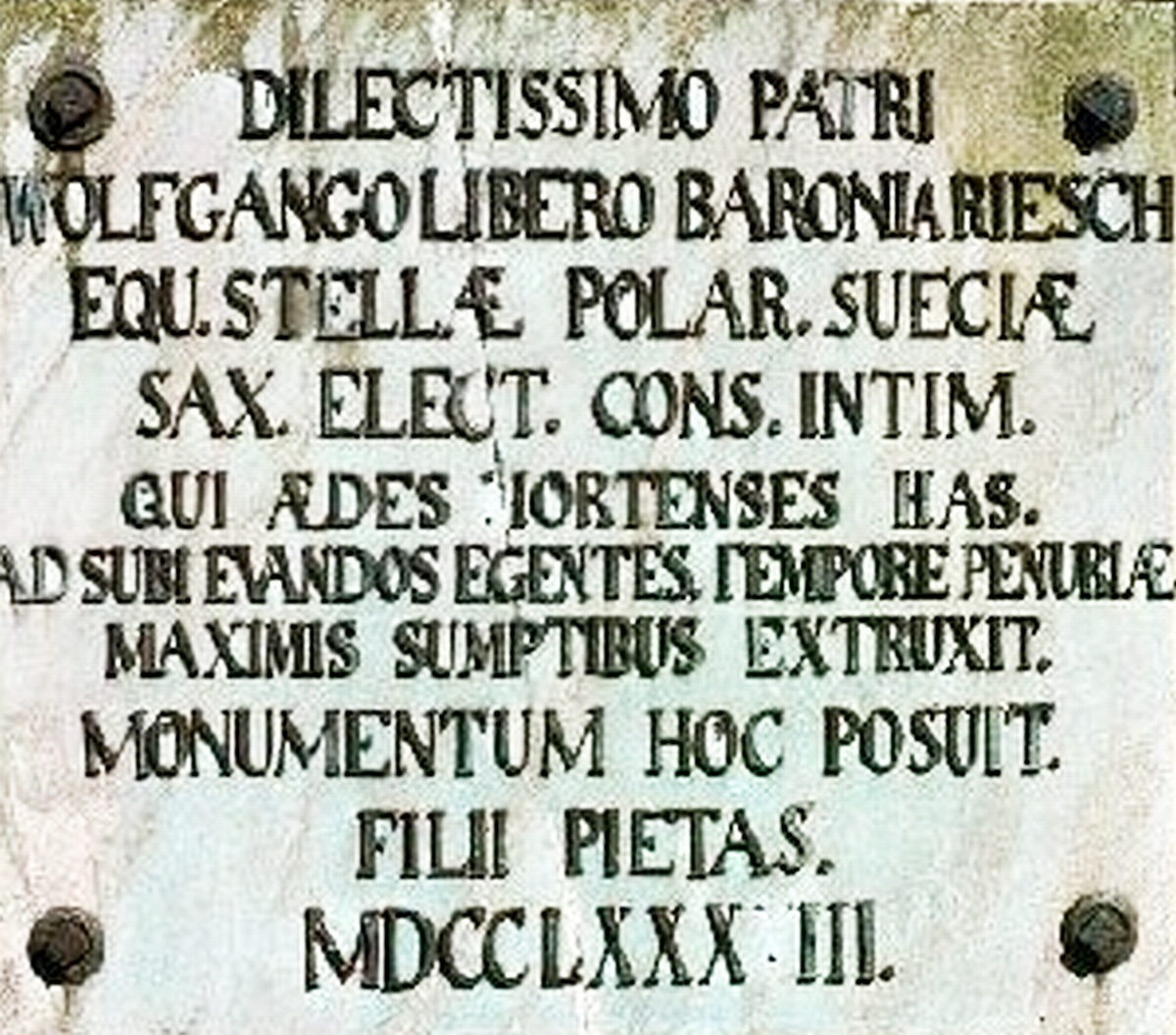
Gedenktafel

Er führte Gut und Schloss mit hoher Kompetenz, und von seinen Reisen durch Europa brachte er viele Kunstschätze mit nach Neschwitz, die, im alten, nicht mehr bewohnten Barockschloss untergebracht, zu einer exzellenten Sammlung von Gemälden, Büchern, Antiken, Mineralien, Münzen und Conchylien gestaltet wurden. In diesem Zusammenhang erfolgte 1806 auch die Dekoration der großen Halle des Schlosses im pompejanischen Stil. Ebenso sorgte er fortwährend für die Verschönerung der Parkanlagen und befasste sich insbesondere mit der Ansiedlung neuer Baumarten. 1792 wurde Isaak in den Grafenstand erhoben und im Jahre 1800 stiftete er zur Konsolidierung und Sicherung des Familienbesitzes ein Majorat und band den Besitz in ein Familienfideikommiss. Im Rahmen dieser Stiftung wurde unter anderem auch vorgesehen, dass jährlich etwa vierhundertfünfzig Taler aus den Erträgen des Majorates den Armen und Notleidenden in den zum Besitz gehörenden Dörfern zugutekommen sollte und auch ein Arzt für unbemittelte Kranke zu bestallen war.
Am 25. März 1810 starb Isaak Graf Riesch und sein Bruder, der kaiserlich-österreichische Reitergeneral Johann Sigismund Graf Riesch übernahm die Besitzungen. Er führte sie im Sinne seines Vaters und seines Bruders weiter, konnte aber nicht verhindern, dass infolge der Befreiungskriege gegen Kaiser Napoleon und der damit zusammenhängenden Kämpfe bei Königswartha 1813 Neschwitz wiederum stark in Mitleidenschaft gezogen wurde. Johann Sigismund starb 1821.
Sein Sohn aus zweiter Ehe, Johann Wolfgang Sigismund Graf Riesch, übernahm die Besitzungen im Jahre 1843, nachdem sein Bruder Franz Sigismund und dessen Sohn Franz Theodor vorübergehend die Majoratsherren waren, aber Neschwitz kaum bewohnten.
Zum Ende des 19. Jahrhunderts war das Erbe der gräflichen Familie Riesch infolge Kinderlosigkeit an eine aus Livland stammende Linie des alten Adelsgeschlechtes derer von Vietinghoff gefallen, die sich nun Vietinghoff-Riesch nannten. Der 1860 in Salisburg (lettisch: Maszalaca) in Livland geborene Arnold Gustav Heinrich (gen. Harry) Freiherr von Vietinghoff-Riesch wurde Besitzer des Majorates Neschwitz und bis 1928 war er auch Landesältester der Oberlausitz. Mit seiner Ehefrau Marion Concordia Isabell Freifrau von Vietinghoff-Riesch, geborene von Funcke (1870–1945), hatte er 5 Söhne und 4 Töchter, einer der Söhne war Arnold Freiherr von Vietinghoff-Riesch, mit dem das letzte Kapitel der Ära Riesch in Neschwitz begann.
Arnold von Vietinghoff-Riesch wurde 1895 im Schloss Neschwitz geboren, studierte Forstwissenschaften an der Königlich Sächsischen Forstakademie in Tharandt und nachdem er zunächst seinen Vater bei der Bewirtschaftung des Gutes unterstützte, übernahm er schließlich 1939 den gesamten Familienbesitz. Er machte in den 1930er Jahren Neschwitz zu einem Musterbetrieb der Land- und Forstwirtschaft, auch richtete er im Neuen Palais die Vogelschutzwarte Neschwitz als Einrichtung des Landesvereins Sächsischer Heimatschutz ein, die bis 1945 existierte. Das Wirken des Arnold von Vietinghoff-Riesch machte den Namen Neschwitz über Landesgrenzen hinweg bekannt.
In den letzten Tagen des Zweiten Weltkrieges wurde die Kirchschule von Neschwitz und auch der Theaterpavillon im Schlosspark zerstört. Der danach von der Sowjetkommandantur eingesetzte kommunistische Bürgermeister von Neschwitz hatte das Neue Schloss zum Plündern freigegeben. In der Folge wurde es zwei Wochen nach Kriegsende, am Pfingstsonntag, den 20. Mai 1945, angezündet und bis auf die Grundmauern niedergebrannt, wobei auch die wertvollen Dokumente der Vogelschutzwarte vernichtet wurden. Im gleichen Jahr wurde Freiherr von Vietinghoff, ungeachtet seiner Verdienste für Land und Forst, im Zuge der Bodenreform enteignet und das Schlossgelände zum Volkseigentum erklärt. Arnold von Vietinghoff-Riesch veröffentlichte 1958 seine Memoiren Letzter Herr auf Neschwitz. Ein Junker ohne Reue

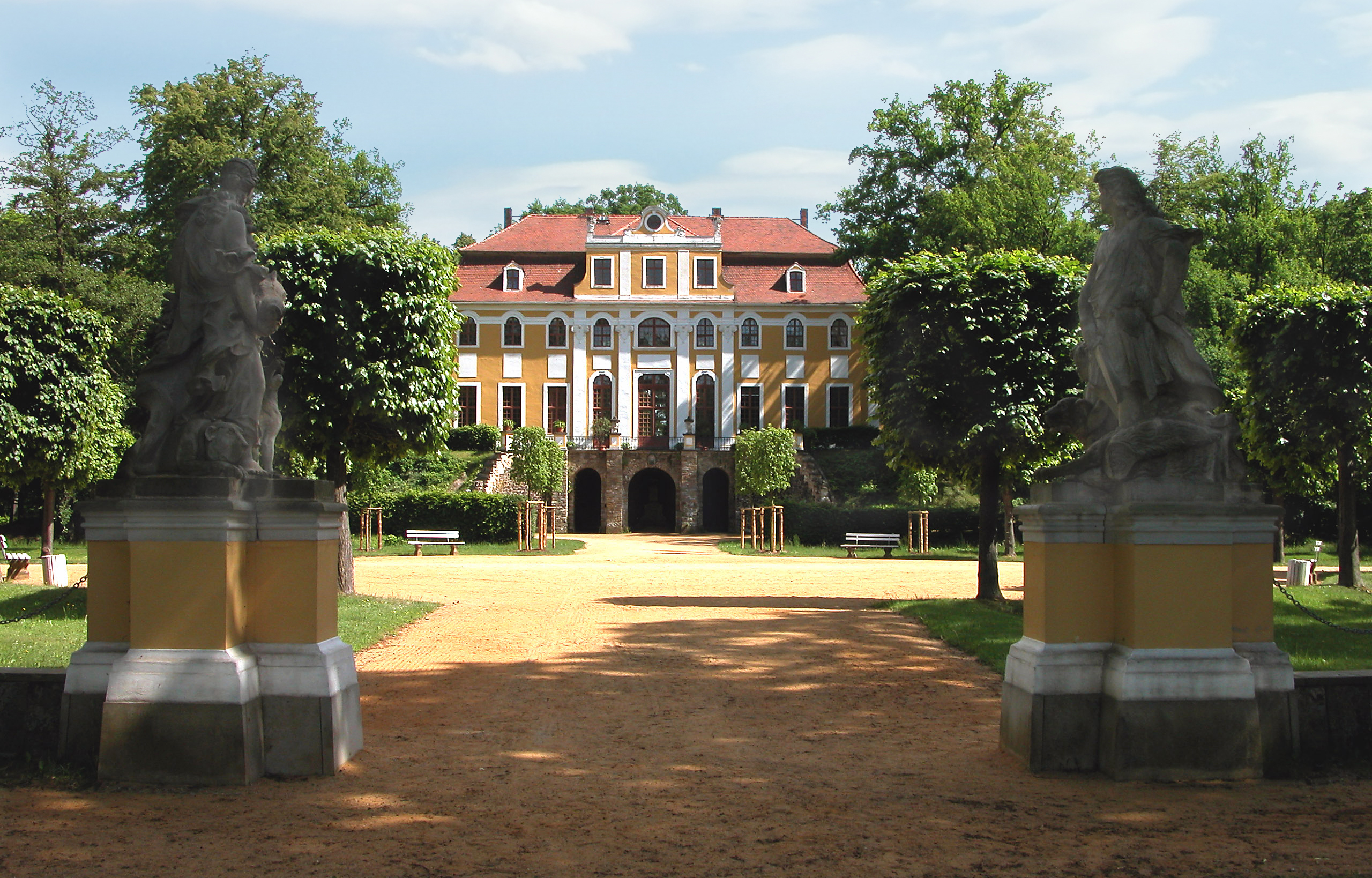
Barockschloss Neschwitz

### Die Jahre in der DDR
1948 wurden die Reste des Theaterpavillons abgetragen. Im gleichen Jahr erfolgte auch der Abriss der Ruine des Neuen Palais, auf seinen Grundmauern entstand eine neue, in Neschwitz dringend benötigte Schule. Am 2. Januar 1952 begann wieder der Unterricht.
Von 1953 bis 1970 war Neschwitz erneut Sitz einer Vogelschutzstation, deren bekanntester Leiter der Ornithologe Gerhard Creutz (1911–1993) war. Die Station gehörte der Deutschen Akademie der Landwirtschaftswissenschaften Berlin und hatte ihre Arbeitsräume im Alten Schloss, in dem auch eine Ausstellung zu besichtigen war. In den Jahren 1958/1959 wurde der zweigeschossige Festsaal im pompejanischen Stil aus der Zeit um 1800 restauriert. Seit 1961 finden jährlich Konzerte im Festsaal und seit 1978 Wechselausstellungen zeitgenössischer Kunst in der „Kleinen Galerie“ des Schlosses statt. Erhaltungs- und Pflegemaßnahmen in Schloss und Park wurden bis zur deutschen Wiedervereinigung vor allem durch die Kulturbundgruppe Neschwitz (jetzt Kultur- und Heimatfreunde Neschwitz e. V.) durchgeführt. An der Baumasse des Alten Palais und der Pavillons wurde zur Zeit der DDR nur das Notwendigste gesichert, es drohte der Verfall. In den Jahren 1988 bis 1990 wurde die Fassade des Barockschlosses erneuert.

### Schloss Neschwitz heute
Mit der Vereinigung der beiden deutschen Staaten 1990 wurde die Gemeinde Neschwitz Eigentümerin von Schloss und Park. Sie übernahm damit ein schwieriges Erbe, unternimmt aber große Anstrengungen, um mit den wenigen Fördermitteln, die der Freistaat Sachsen zur Verfügung stellt, diese historische Schlossanlage zu erhalten und zu pflegen.

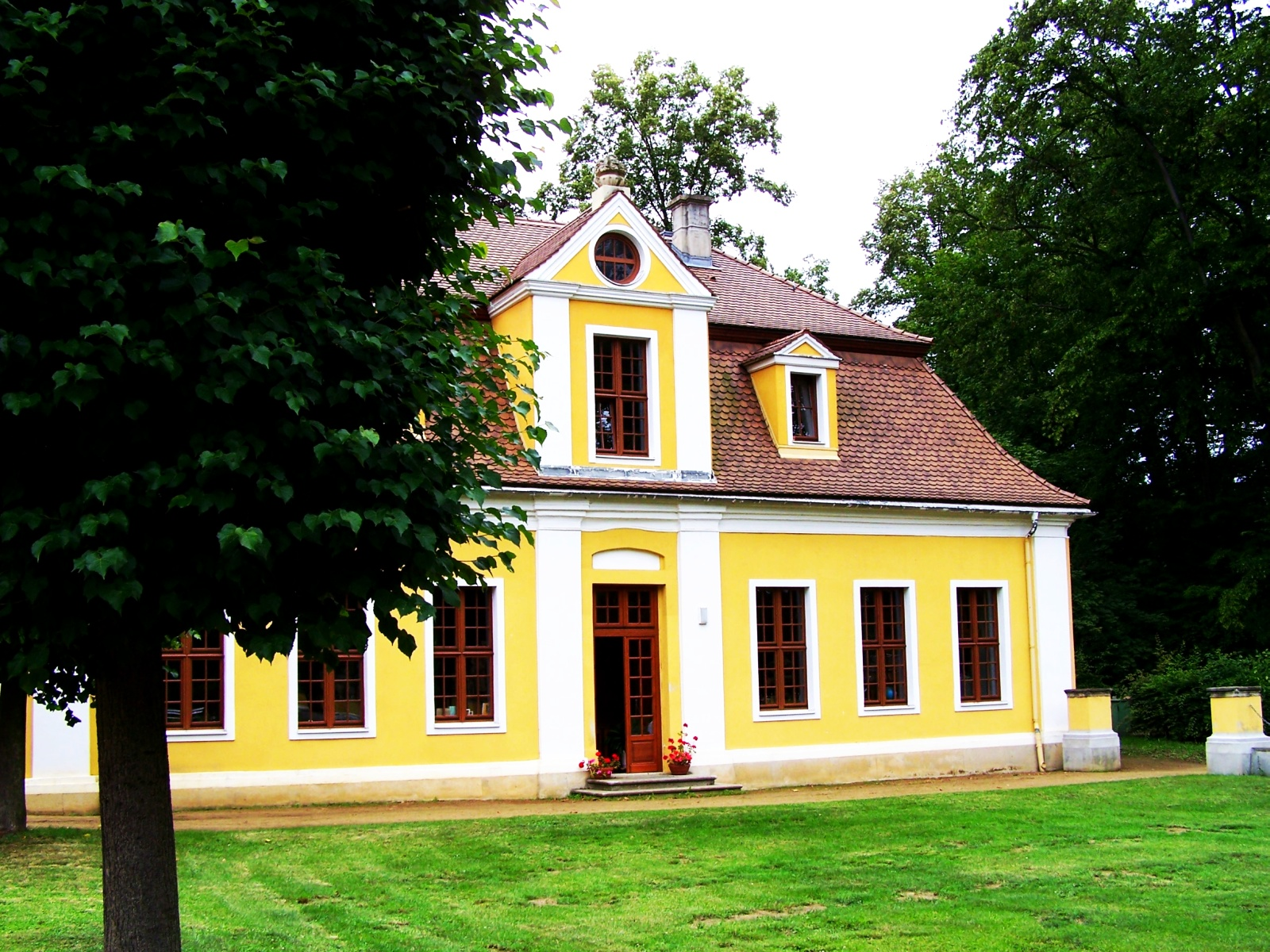
Einer der vier Pavillons

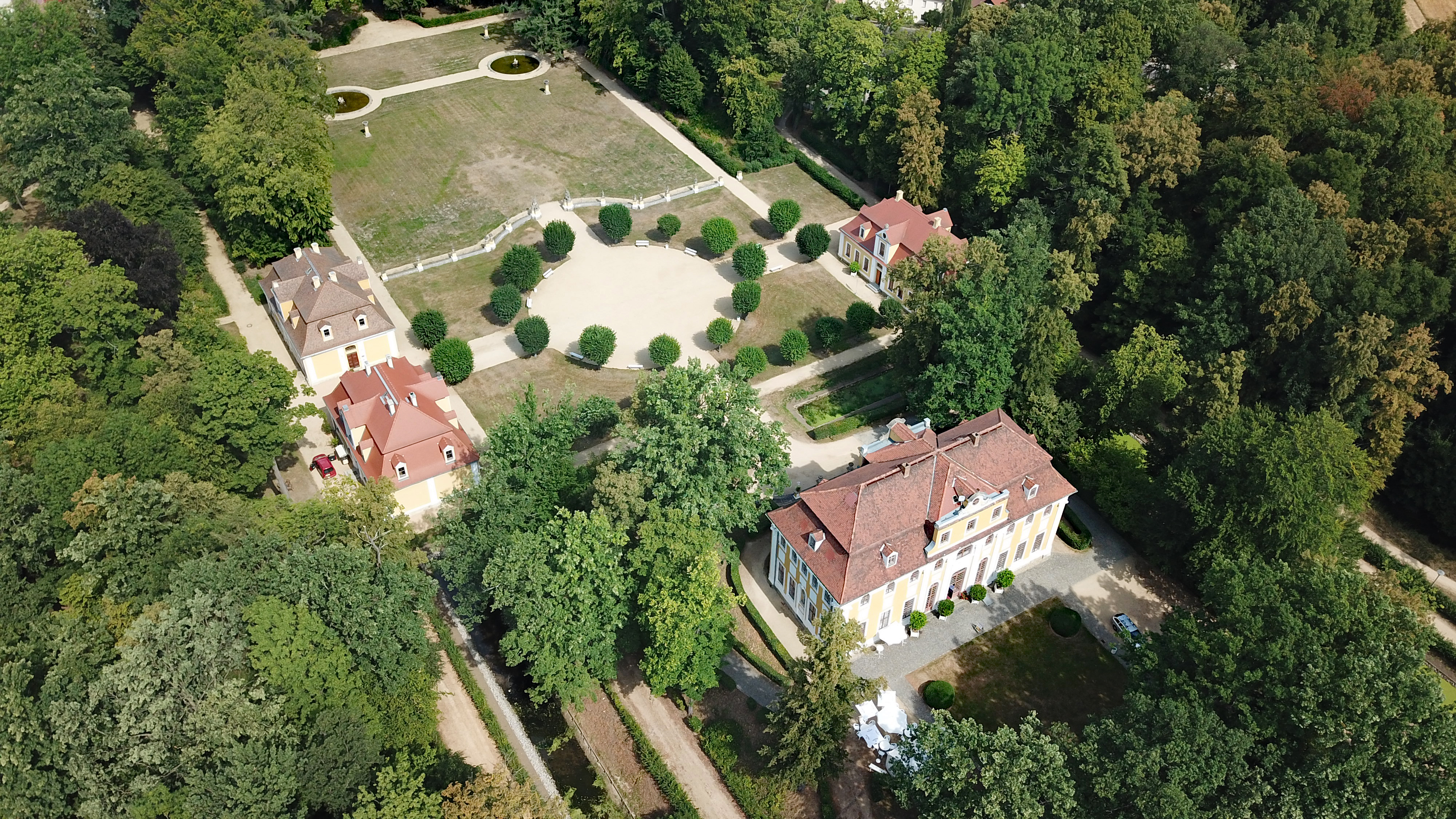
Schlosspark aus der Luft

Der Park und die Pavillons wurden mittlerweile wieder saniert. In einen der Pavillons zog 1994 die Naturschutzstation Neschwitz ein, die unter anderem auch eine Pflegestation für verletzte Vögel betreibt. Im zweiten, dem sogenannten Bade- und Küchenpavillon ist die Touristinformation der Gemeinde Neschwitz und das Eiscafé am Schloss ansässig. Auch Vereine sind als Mieter eingezogen. Im dritten Pavillon hat die Sächsische Vogelschutzwarte ihren Sitz.
Zur Verbesserung der touristischen Vermarktung und der Aussichten auf Fördergelder tragen die Mitgliedschaft im Gartenkulturpfad beiderseits der Neiße und im Europäischen Parkverbund Lausitz bei.

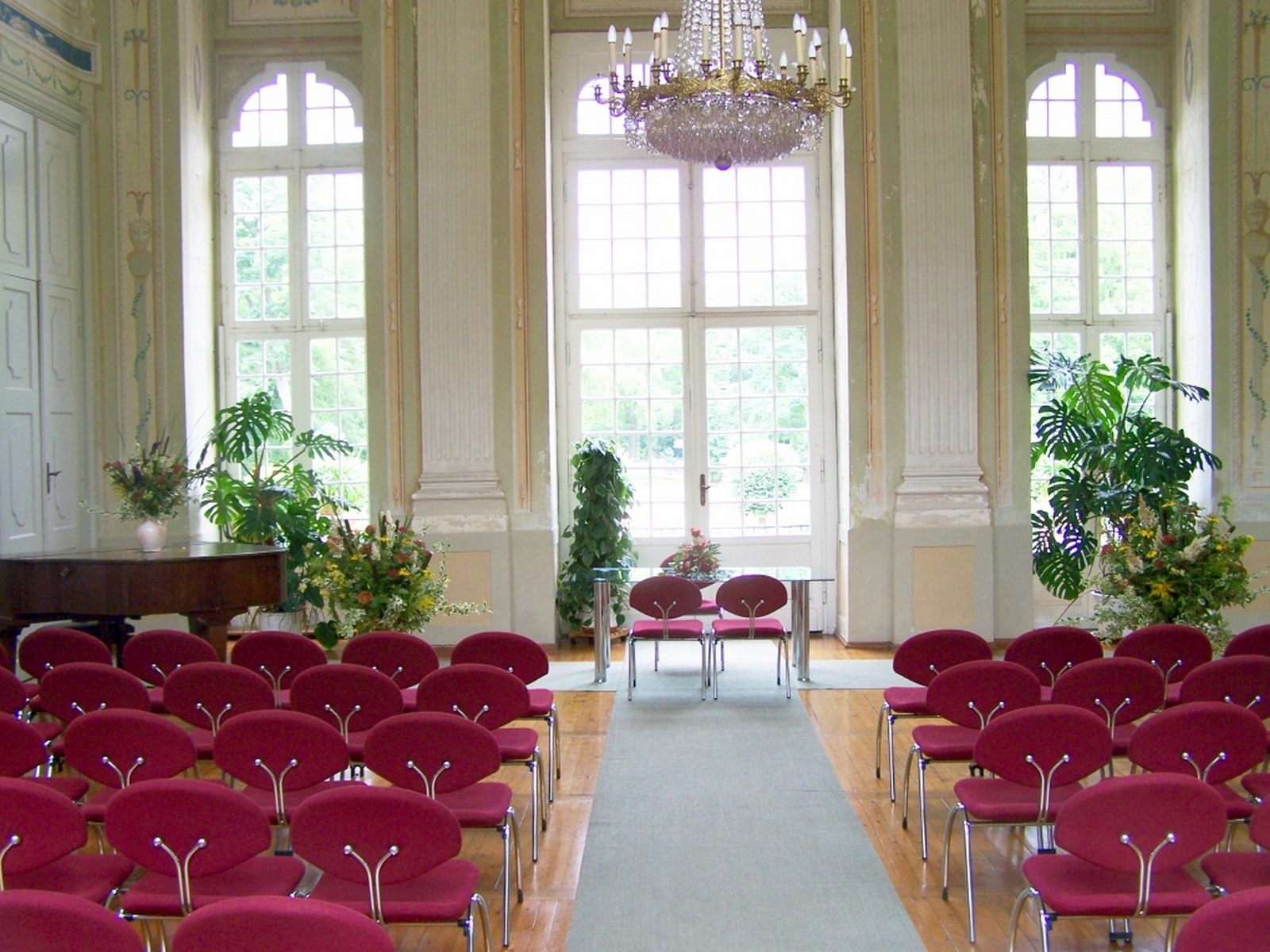
Festsaal im Barockschloss

Im Alten Palais selbst sind noch zahlreiche Sanierungsarbeiten auszuführen. Die Dachbalken leiden unter dem Befall des Hausbocks und müssen deshalb erneuert werden. Auch die Wand- und Deckenbemalung benötigt eine Restaurierung. Im Schloss können von April bis Oktober Ausstellungen besichtigt werden; der Schlosssaal wird für standesamtliche Eheschließungen und Schlosskonzerte genutzt.